# Raszid Mamedbekow
Raszid Karabek-Ogły Mamedbekow (azer. Rəşid Qarabəy oğlu Məmmədbəyov; ros. Рашид Карабек Оглы Мамедбеков; ur. 28 lutego 1927 w Şağan, zm. 4 grudnia 1970 w Baku) – radziecki zapaśnik walczący w stylu wolnym. Srebrny medalista olimpijski z Helsinek 1952, w kategorii do 57 kg.
Wicemistrz ZSRR w 1947, 1949, 1953, 1954 i 1956; trzeci w 1948 roku. Trener.